# Bernadus Swartbooi

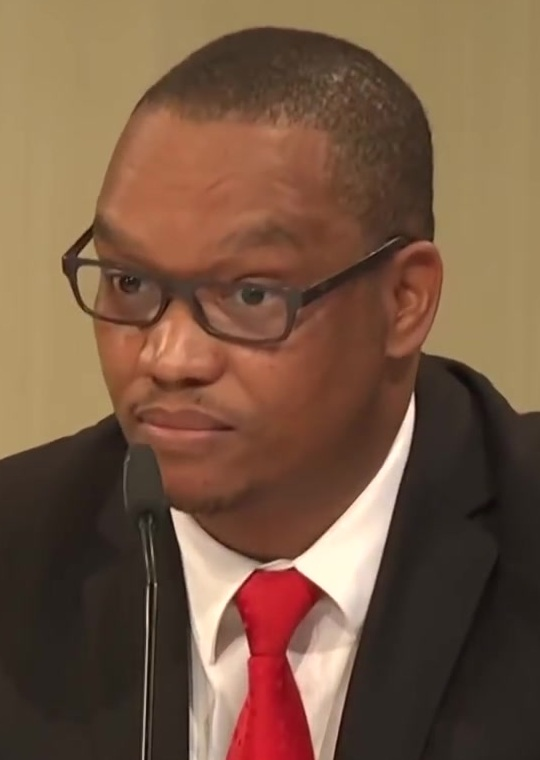
Bernadus Swartbooi, 2018

Bernadus Clinton Swartbooi, fälschlicherweise auch häufiger Bernardus (* 11. Oktober 1977 in Tses, Südwestafrika), ist ein namibischer Politiker, ehemaliger Gouverneur der Region ǁKharasKlicklaut, ehemaliger Vizeminister für Landreform und Ex-Mitglied der SWAPO.
Swartbooi fiel 2016 bei Staatspräsident Hage Geingob in Ungnade und wurde als Vizeminister entlassen sowie von der SWAPO ausgeschlossen. Er gründete daraufhin seine eigene Initiative zur Landreform, das Landless People’s Movement, das 2019 als politische Partei anerkannt wurde.
Swartbooi ging in Keetmanshoop zur Schule und studierte später an der Universität von Namibia. Zwischenzeitlich war er Präsident der Namibia National Students Organisation, der größten Studentenvertretung im Land. Swartbooi hält Abschlüsse als Lehrer sowie Jurist.
Von 2010 bis 2015 war Swartbooi Gouverneur der Region ǁKaras, von 2015 bis 2016 Vizeminister im Ministerium für Landreform. Zuvor arbeitete er unter anderem als Berater im Büro des namibischen Premierministers.
Swartbooi trat als Kandidat bei der Präsidentschaftswahl 2019 an und mit 2,7 Prozent der Stimmen.
Im April 2021 wurde Swartbooi gemeinsam mit seinem Vize Henny Seibeb aus der Nationalversammlung auf unbestimmte Zeit ausgeschlossen. Ihnen wurde wiederholte Missachtung des Unterhauses von Parlamentssprecher Peter Katjavivi vorgeworfen. Eine Klage hiergegen wurde am 6. Mai 2021 aus formellen Gründen abgelehnt.
Bei der Präsidentschaftswahl in Namibia 2024 kam Swartbooi mit 4,59 Prozent der Stimmen auf den vierten Platz.